# Charles-Émile Hermès
Pour les articles homonymes, voir Hermès (homonymie).
Charles Émile Hermès, né  le 15 mars 1831 à Pont-Audemer et mort le 31 octobre 1916 à Paris, est un dirigeant d'entreprise français, président de la société Hermès.

## Biographie
Fils de Thierry Hermès, il installe Hermès au 24 rue du Faubourg-Saint-Honoré. Il diversifie sa production vers la fabrication d'articles d'équitation, de couvertures de cheval, de casaques de courses en soie.
Il se marie le 12 février 1859 à Paris avec Aline Fanny Le Pavec, fille de Guillaume Napoléon Antoine Le Pavec et d'Aline Françoise Adélaïde Manse. Ils ont deux fils, Paul Émile Adolphe (°4 janvier 1860, 56 rue Basse-du-Rempart) et Émile-Maurice Hermès (°1871).